# Europejskie Stowarzyszenie Reklamy Interaktywnej

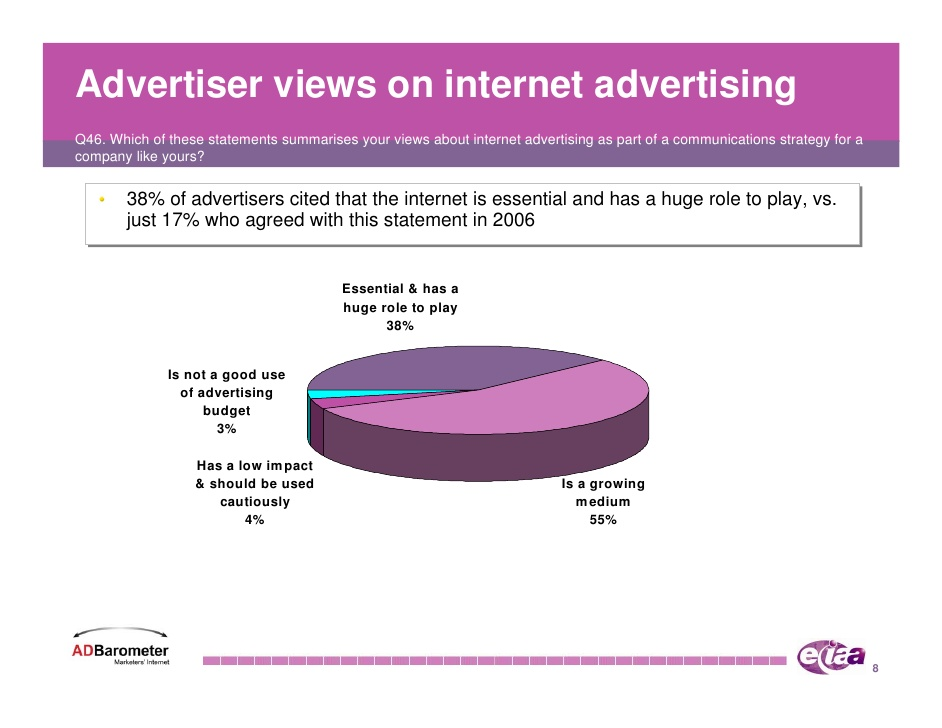
Slajd prezentacji "EIAA Marketers Internet Ad Barometer 2008".

Europejskie Stowarzyszenie Reklamy Interaktywnej (ang. European Interactive Advertising Association – EIAA) – międzynarodowe stowarzyszenie założone w 2002 roku. Reprezentowało wiodące firmy z branży mediów interaktywnych w Europie. Europejskie Stowarzyszenie Reklamy Interaktywnej oraz Biuro Reklamy Interaktywnej (ang. Interactive Advertising Bureau – IAB) połączyły się w jedno – IAB Europe. Zjednoczenie weszło w życie 16 maja 2011 roku, a zostało ogłoszone dwa dni później.

## Cele
Podstawowymi celami Europejskiego Stowarzyszenia Reklamy Interaktywnej było:
- poprawa zrozumienia wartości reklamy internetowej jako medium,
- rozwijanie europejskiego interaktywnego rynku reklamowego, który wpłynie na zwiększenie udziałów w całkowitych inwestycjach reklamowych.

## Działalność
EIAA zainwestowało środki finansowe w ogólnoeuropejskie badania multimedialne, marketing, działania normalizacyjne, a także edukację. Europejskie Stowarzyszenie Reklamy Interaktywnej prowadziło również dwa projekty badawcze Mediascope Europe oraz Marketers’ Internet Ad Barometer, które branża reklamy online wykorzystała dla uzyskania wglądu w ten sektor.

## Członkowie
Do Europejskiego Stowarzyszenia Reklamy Interaktywnej należeli: Adconion Media Group, AOL Advertising Europe, BBC.com, Disney, eBay International Advertising, Hi-media Group, LinkedIn, Microsoft Advertising, MTV Networks International, Orange Advertising Network, smartclip, Specific Media, Vodafone oraz Yahoo! Europa.